# Kabuntalan
Kabuntalan (Bayan ng Kabuntalan) är en kommun i Filippinerna. Kommunen tillhör provinsen Shariff Kabunsuan och ligger på ön med samma namn. Folkmängden uppgår till 23 137 invånare.

## Barangayer
Kabuntalan är indelat i 17 barangayer.
| - Bagumbayan - Dadtumog (Dadtumeg) - Gambar - Ganta - Katidtuan - Langeban - Liong - Maitong - Matilak | - Pagalungan - Payan - Pened - Pedtad - Poblacion - Upper Taviran - Buterin - Lower Taviran |